# Trelleborgs FF
El Trelleborgs Fotbollförening es un club de fútbol sueco de la ciudad de Trelleborg. Fue fundado en 1926 y juega en la Superettan, la 2.ª División de Suecia.

## Jugadores

### Plantel
- Actualizado el 10 de julio de 2022

## Palmarés

### Torneos nacionales
- Superettan (1):2006
- Division 1 Södra (2):1991, 2015

### Torneos internacionales
- Copa Intertoto:1993